# Nedre Acktjärnen
Nedre Acktjärnen är en sjö i Sandvikens kommun i Gästrikland och ingår i Gavleåns huvudavrinningsområde. Sjön är 4 meter djup, har en yta på 0,026 kvadratkilometer och befinner sig 132 meter över havet.